# Signalis
Signalis est un jeu vidéo de type survival horror développé par le studio allemand Rose-Engine et publié le 27 octobre 2022 par Humble Games sur Windows, Nintendo Switch, Xbox One et PlayStation 4. Il a été remarqué pour son scénario, son design sonore, et son aspect visuel, inspiré des graphismes des jeux sortis sur consoles de cinquième génération, tels que Resident Evil ou Silent Hill.

## Système de jeu
Le jeu repose à la fois sur une mécanique de shoot'em up et sur des énigmes de type puzzle. La majeure partie du jeu est à la troisième personne, cependant certaines scènes sont conçues à la première personne.
Les niveaux sont constitués de différentes salles, dont certaines permettent au joueur de sauvegarder sa progression.
Comme dans Resident Evil, le personnage principal dispose d'un inventaire limité à 6 objets (avec une option d'augmenter cette limite à 8 objets depuis la mise à jour 1.2 « Krähe »).

## Développement
Le développement de Signalis s'est étalé sur huit ans. Au départ, le duo de développeurs avait envisagé de le concevoir sous forme de jeu vidéo à défilement horizontal.